# 大名府故城
大名府故城，在今河北省邯郸市大名县，是北宋陪都大名府的城池遗址，以大名县大街镇大街、御营、双台三村为中心，以南门口、东门口、北门口以及铁窗口为四至，面积26平方公里。

## 历史
宋仁宗时期的庆历二年（1042年），以大名府为“北京”，作为东京（开封府，今开封市）陪都。此后，由宰相吕夷简主持，对大名府故城进行改建和增建。北宋以后，大名府故城逐渐衰落。明朝洪武三十四年（1401年），因漳河、卫河洪水淹没故城，城废。同年在艾家口重建大名府（即今大名城）。2006年，中国国务院将之列入第六批全国重点文物保护单位。

## 建筑

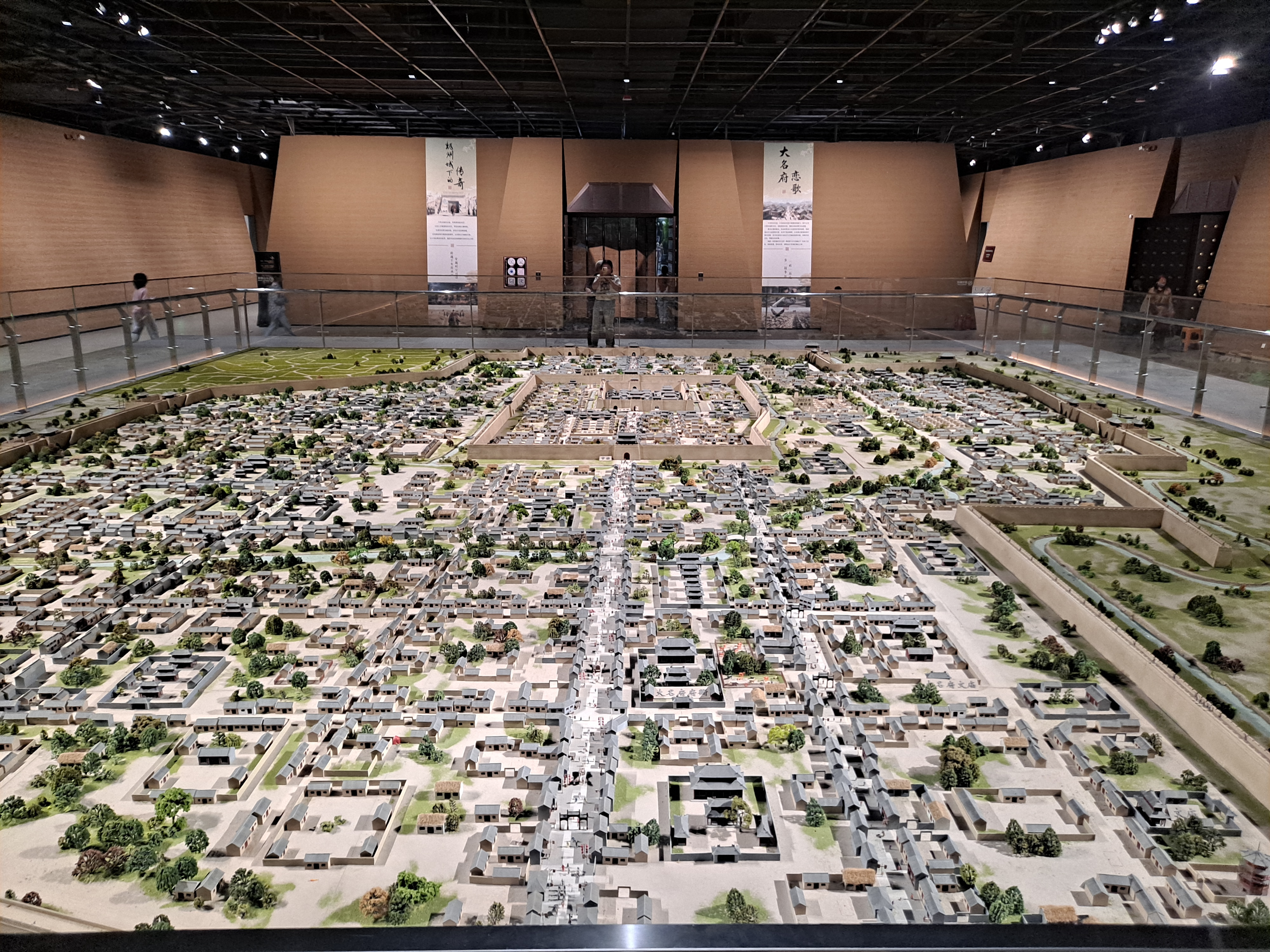
大名府故城遗址博物馆内的复原沙盘

大名府的建筑形式和规模壮观宏大，建有四殿、十四座城门和两座水关。外城称京城，周长四十八里二百有六步，有九座城门。宫城又称内皇城，周长三里一百九十八步，建有五个城门。